# Wilmington (Delaware)
Wilmington é a maior e mais populosa cidade do estado norte-americano do Delaware, no condado de New Castle, do qual é sede. Foi fundada em 1638 e incorporada em 1731. A cidade foi construída no local do Forte Christina, o primeiro assentamento sueco na América do Norte. Localiza-se na confluência dos rios Christina e Brandywine, perto de onde o Christina deságua no rio Delaware. Wilmington foi nomeada pelo Proprietário Thomas Penn em homenagem a seu amigo Spencer Compton, Conde de Wilmington, que foi primeiro-ministro durante o reinado de Jorge II da Grã-Bretanha.
Com quase 71 mil habitantes, de acordo com o censo nacional de 2020, é uma das principais cidades da área metropolitana do Vale do Delaware, que também engloba as cidades de Filadélfia e Camden e possui 6 245 051 habitantes. A Divisão Metropolitana de Wilmington, que compreende os condados de New Castle (Delaware), Cecil (Maryland) e Salem (Nova Jersey), possui uma população de 739 281 habitantes.

## Geografia
De acordo com o Departamento do Censo dos Estados Unidos, a cidade tem uma área de 44,5 km², dos quais 28,2 km² estão cobertos por terra e 16,3 km² (36,6%) por água.

## Demografia

### Censo 2020
De acordo com o censo nacional de 2020, a sua população é de 70 898 habitantes e sua densidade populacional de 2 512,5 hab/km². Seu crescimento populacional na última década foi de 0,1%, bem abaixo do crescimento estadual de 10,2%. É a localidade mais populosa do Delaware e a segunda mais densamente povoada atrás de Bellefonte.
Possui 34 065 residências que resulta em uma densidade de 1 207,2 residências/km² e um aumento de 3,8% em relação ao censo anterior. Deste total, 11,5% das unidades habitacionais estão desocupadas. A média de ocupação é de 2,4 pessoas por residência.
A renda familiar média é de 47 722 dólares e a taxa de emprego é de 57,9%.
| Raça                                    | Num.   | Perc.  |
| --------------------------------------- | ------ | ------ |
| Branco (não hispânico)                  | 18 892 | 26,65% |
| Negro ou afro-americano (não hispânico) | 38 627 | 54,48% |
| Americano nativo                        | 116    | 0,16%  |
| Asiático                                | 907    | 1,28%  |
| Ilha do Pacífico                        | 21     | 0,03%  |
| Outro / Misto                           | 2 912  | 4,11%  |
| Hispânico ou Latino                     | 9 423  | 13,29% |

### Censo 2010
Segundo o censo nacional de 2010, a sua população era de 70 851 habitantes e sua densidade populacional de 1 591 hab/km². Possuía 32 820 residências que resultava em uma densidade de 1 163 residências/km².

## Transportes
O aeroporto principal mais próximo é o Aeroporto Internacional da Filadélfia. Poucos quilômetros ao sul de Wilmington está o Aeroporto de Wilmington, que serve como base para a Guarda Nacional do Exército de Delaware e para a Guarda Aérea Nacional de Delaware.
Wilmington também é servida pelo Porto de Wilmington, um moderno porto de águas profundas com serviço completo e terminal marítimo que manuseia mais de 400 navios por ano com uma tonelagem de carga de importação/exportação anual de 5 milhões de toneladas. O Porto de Wilmington lida principalmente com importações internacionais de frutas e vegetais, automóveis, aço e produtos a granel.

### Principais estradas e rodovias
- I-95
- I-495
- US 13
- US 202

## Marcos históricos
O Registro Nacional de Lugares Históricos lista 119 marcos históricos em Wilmington, dos quais cinco são Marcos Históricos Nacionais. Os primeiros marcos foram designados em 15 de outubro de 1966 e o mais recente em 25 de janeiro de 2021.